# Ordre de bataille des flottes à la bataille de Lépante

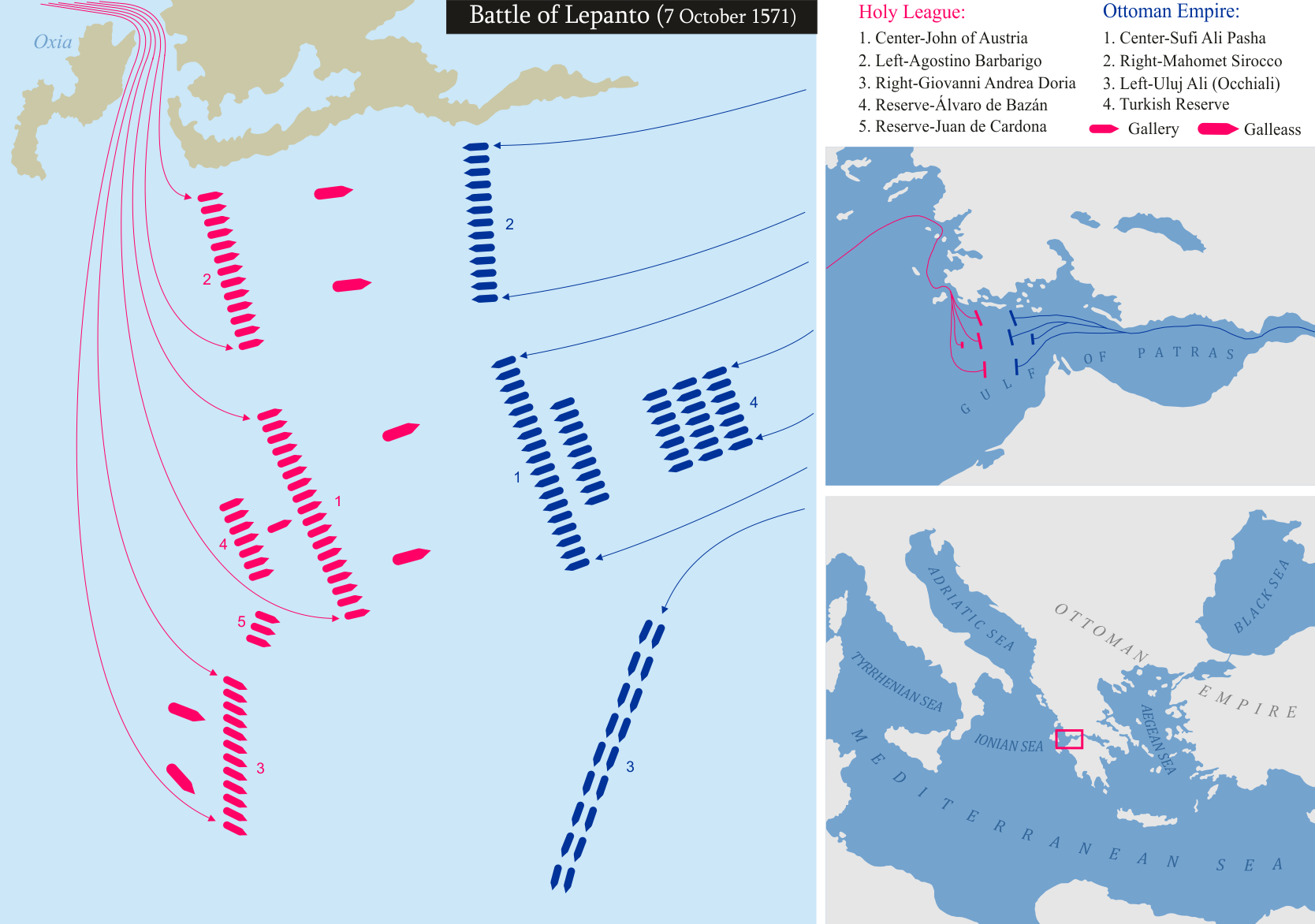
Placements initiaux à la bataille de Lépante

L'ordre de bataille des flottes de la Sainte Ligue et des Ottomans décrit la composition de chacune des flottes et l'ordre dans lequel ces flottes ont été engagées. Chaque fois que l'information existait dans les sources pour chaque navire est donnée son origine et son capitaine.
La flotte chrétienne, de 208 unités (202 galères et 6 galéasses), est composée des flottes combinées :
- vénitienne (114 unités dont les 6 galéasses, sous des appellations diverses, en dehors de Venise, celles d'anciennes possessions prises par les Ottomans : La Canée, Candie, ou de villes en pleine terre : Padoue, Bergame, etc.) ;
- espagnole (50 unités sous les drapeaux d'Espagne, de Naples, de Sicile) ;
- génoise (publique - 3 unités - et privées - 25 unités) ;
- du duché de Savoie (3 unités) ;
- pontificale (12 unités) ;
- des Hospitaliers de Malte (3 unités).

La Sainte Ligue, est composée des flottes combinées pontificales, espagnoles et vénitiennes avec des contributions de Gênes, d’autres États de la péninsule italienne, du duché de Savoie qui y envoie les trois galères de Nice, et des Hospitaliers. L'Espagne est représentée par Naples (31 unités), l'Espagne elle-même (12 unités) et la Sicile (7 unités). Elle est commandée par le jeune infant Juan d'Autriche (24 ans), fils naturel de Charles Quint et demi-frère du roi d'Espagne Philippe II — qui s'avère être un excellent commandant. Il est très bien secondé au centre par le Vénitien Veniero, à l'aile gauche par le Vénitien Agostino Barbarigo, en réserve par l'Espagnol Álvaro de Bazán. En revanche, le comportement du Génois Giovanni Andrea Doria sera mis en cause et très critiqué, ses qualités d'amiral n'étant cependant pas douteuses : c'est lui qui a laissé s'échapper quelque 30 galères ottomanes.
Soldats chrétiens à bord : 8 000 Espagnols, 5 000 Vénitiens, 1 500 Pontificaux, 5 000 Allemands, 5 000 Italiens, 4 000 nobles aventuriers.
La flotte ottomane est commandée par le kapudan pacha Ali Pacha Moezzin, qui se place au centre. Il est assisté d'Uluç Ali Paşa (régent d'Alger) qui dirige l’aile gauche et de Mohammed Sirocco (gouverneur d'Égypte) qui dirige l’aile droite. Les galères ottomanes sont occupées par 13 000 marins expérimentés et 34 000 soldats[réf. nécessaire].

## Composition et ordre de bataille de la Sainte Ligue

### Avant-garde
Sept galères commandées par Don Juan Cardonna
- Santa-Maddalena (Venise) - Marino Contarini
- Le Soleil (Venise) - Vincezzo Quirini
- La patrone (Sicile)
- La capitane (Sicile) - Juan Cardona
- La capitane de Saint-Jean (Sicile) - David Impériale
- Santa-Catherina (Venise) - Marco Cogogna
- Notre-Dame (Venise) - Pier-Francesco Malipiéro

### Aile gauche
53 galères et 2 galéasses commandées par Agostino Barbarigo
- première capitane (Venise) - Agostino Barbarigo, provéditeur général de la flotte vénitienne
- deuxième capitane (Venise) - Antonio de Canale, provéditeur de la flotte vénitienne
- La Fortune (Venise) - Andrea Barbarigo
- Le Sagitaire (Naples) - Martino Pirola
- Les Trois Mains (Venise) - Giorgio Barbarigo
- Les Deux Dauphins (Candie) - Francesco Zeni
- Le Lion et Phénix (La Canée) - Francesco Mengano
- Le San-Nicolas (Cherso) - Colane Drascio
- La Victoire (Naples) - Occava di Rocadi
- La Lomellina (Naples) - Agostino Cancuali
- La Reine (Pape) - Fabio Valicati
- La Madone (La Canée) - Filipo Polani
- Le Cheval marin (Candie) - Antonio di Cavalli
- Les Deux Lions (Candie) - Nicolo Fradello
- Le Lion (Capo d'Istria) - Domenico del Tacco
- en avant de la ligne, première galéasse ( - ? - ) - Ambrogio Bragadino
- La Croix (Céphalonie) - Marco Cimera
- La Sainte-Vierge (Céphalonie) - Christoforo Criffa
- Le Lion (Candie) - Francesco Bonvecchio
- Le Christ (Candie) - Andrea Cornaro
- L'Ange (Candie) - Giovani Angelo
- La Pyramide (Candie) - Francesco Boni
- La Dame au cheval armé (Candie) - Antonio Endominissi
- Le Christ ressuscité (Venise) - Simon Guoro
- Le Christ ressuscité (Venise) - Frederigo Renieri
- Le Christ (Corfou) - Christoforo Condocolli
- Le Christ ressuscité (La Canée) - Giorgio Calergi
- Le Christ (Venise) - Bartolomo Donato
- Le Christ ressuscité (Veglia) - Lodovico Cicuta
- galère (Retimo) - Nicolo Avonali
- Le Christ (Candie) - Giovanni Corneri
- Le Christ ressuscité (La Canée) - Francesco Zancaruoli
- La Ruade (La Canée) - Francesco Molini
- La Sainte-Euphémie(Bressa) - Horatio Fisogna
- La Marquise (Gènes) - Francesco San-Freda
- La Fortune (Gènes) - Giovani Alvigi Belvi
- Il Bravo (La Canée) - Danielo Calefatti
- Le Cheval Marin (Venise) - Antonio de Cavalli
- La Christ (La Canée) - Danelo Calefatti
- Le Bras (Venise) - Nicolo Lippomano
- Notre-Dame (Zante) - Nicolo Mondini
- Le Christ ressuscité (La Canée) - Feancesco Zancaruoli
- en avant de la ligne, deuxième galéasse ( - ? - ) - Antonio Bragadino
- Notre-Dame (Venise) - Marcantino Pisani
- Dieu le Père dans la Trinité (Venise) - Giovanni Contarini
- La Flamme (Naples) - Juan de las Cuevas
- Le Saint-Jean (Naples) - Garzia di Vergara
- L'Envie (Naples) - Teribio de Accaves
- La Brave (Naples) - Miguel Quesada
- Le Saint-Jacques (Naples) - Monferat Guardiola
- Le Saint-Nicolas (Naples) - Christoforo di Mongius
- Le Christ ressuscité (Venise) - Giovanni-Battista Querini
- L'Ange (Venise) - Onfré Giustiniani
- La Sainte-Dorothée (Venise) Polo Nani
- troisième capitane (Venise) - Marco Quirini, provéditeur de la flotte vénitienne

### Corps de bataille
62 galères et 2 galéasses commandées par Don Juan d'Autriche
- la capitane de Lomellini ( - ? - ) - Paolo Giodano Orsino
- la patrone de Lomellini ( - ? - ) - Pietro-Battista Lomellini
- la capitane de Bendinelli ( - ? - ) - Bendinelli Sauli
- la patrone (Gènes) - Pellerano
- La Toscana (Pape) - Mettello Caracciolo
- L'Homme marin (Vicence) - Jacopo Draffrano
- Notre-Dame (Venise) - Giovanni Zeni
- Le Saint-Jérôme (Lesina) - Gio. Balzi
- Le Saint-Jean (Venise) - Petro Badoaro
- Le Saint-Alexandre (Bergame) - Gio. Antonio Colleone
- la capitane (Mari) - Giorgio d'Asti
- Il Tronco (Venise) - Girolamo Canale
- Le Mont Gibel (Venise) - Bertucci Contarini
- ''La Donzella (Candie) - Francesco Dandolo
- en avant de la ligne, troisième galéasse ( - ? - ) - Jacopo Guoro
- La Tempérance (Gènes) - Ciprian de Mari
- La Ventura (Naples) - Vincentio Pascalo
- La Roccaful (Espagne) - Roccaful
- La Vittoria (Pape) - Baccio de Pise
- La Piramide avec un chien ( - ? - ) - Marc-Antonio S. Uliana
- Le Christ (Venise) - Giralamo Contarini
- Le Saint-François (Espagne) - Christoforo Vasques
- La Paix (Pape) - Jacopo Ant. Perpignano
- La Perle (Gènes) - Gio. Battista Spinola
- La Roue avec un serpent (Venise) - Gabrio de Canale
- La Pyramide (Venise) - Francesco Boni
- La Palme (Venise) - Girolamo Veniero
- la capitane de Gil d'Andrada ( - ? - ) - Bernardo Cinoguera
- La Grenade (Espagne) - Paulo Bottino
- la capitane (Gènes) - Ettore Spinola et le prince de Parme
- la capitane (Venise) - Sébastien Veniero, capitaine général de la flotte vénitienne
- à la poupe de La Réale et de la capitane de Veniero, la patrone réale (Espagne)
- La Réale (Espagne) de Don Juan d'Autriche
- à la poupe de La Réale et de la capitane de Colonna, la capitane du grand commandeur de Castille
- la capitane (Pape) - Marcantonio Colonna, capitaine de sa Sainteté et lieutenant général de la Sainte Ligue
- la capitane (Savoie) - monseigneur de Leyni et le prince d'Urba
- La Grifona (Pape) - Alessandro Negrone
- Le Saint-Théodore (Venise) - Théodore Balbi
- La Mendoza (Naples) - Martino de Caide
- La Montagne (La Canée) - Alessandro Vizzamano
- Le Saint-Jean-Baptiste (Venise) - Gio. Mocenigo
- La Vottoria (Gènes) - Filipo Doria
- La Pisana (Pape) - Ercole Lotia
- La Fighiera (Espagne) - Diego Lopez d'Illianos
- Le Christ (Venise) - Giorgio Pisani
- Le Saint-Jean (Venise) - Sanielo Moro
- La Fiorenza (Pape) - Thomaso de Medici
- Le Saint-Georges (Naples) - Eugenio de Vargas
- la patrone (Naples) - Francisco de Benavides
- La Luna (Espagne) - Emmanuel de Aguilar
- Il Passaro (Venise) - Luigi Pasqualigo
- Le Lion (Venise) - Pietro Pisani
- Le Saint-Jérôme (Venise) - Gasparo Malipiero
- la capitane ( - ? - ) - Giorgio Grimaldi
- la patrone de David Impériale ( - ? - ) - Nicolo de Luvano
- Le Saint-Christophe (Venise) - Alessandro Contarini
- en avant de la ligne, quatrième galéasse - Francesco Duodo, capitaine des galéasses
- La Judith (Zante) - Marino Sicuro
- L'Armelino (Candie) - Pietro Grandenigo
- La Demi-Lune (Venise) - Valerio Valleresso
- La Doria (Gènes) - Jacopo di Casalo
- Le Saint-Pierre (Hospitaliers) - Saint-Aubin
- Le Saint-Jean (Hopitaliers) - Alvigi de Tessera
- la capitane (Hospitaliers) - Giustiniani, prieur de Messine

### Aile droite
50 galères et 2 galéasses commandées par Giovanni Andrea Doria
- la capitane (Sicile) - Juan de Cadona (déjà cité)
- La Piemontaise (Savoie) - Ottavio Moretto
- la capitane de Nicolo Doria (Gènes) - Pandolfo Polidoro
- La Forze (Venise) - Rinieri Zeni
- La Reine (Candie) - Gio. Barbarigio
- Il Nino (Venise) - Paulo Polani
- Le Christ ressuscité (Venise) - Benedetto Soranzo
- L'Homme armé (Retimo) - André Calergi
- L'Aigle (Retimo) - André Calergi (ci-dessus)
- La Palme (Canée) - Jocopo di Mezo
- L'Ange (Corfou) - Stelio Carchiopulo
- Le Saint-Jean (Arbe) - Gio. De dominia
- La Donna (Traù) - Luigi Cipico
- La Nave (Venise) - Antonio Pasqualigo
- Notre-Dame (Candie) - Marco Foscarini
- en avant de la ligne, cinquième galéasse ( - ? - ) - Andrea da Cesaro
- La Christ (Candie) - Francesco Cornero
- Le San-Vittorio (Crema) - Evangelista Zurla
- la patrone de Grimaldi ( - ? - ) - Lorenzo Trecha
- la patrone de De' Mari ( - ? - ) - Antonio Cortiglia
- La Marguerita (Savoie) - Battaglino
- La Diane (Gènes) - Gio. Giorgio Lasagna
- La Cingana (Naples) - Gabrio di Medina
- La Luna (Naples) - Giulio Rubbio
- La Fortune (Naples) - Diego de Medrano
- L'Espérance (Naples) - Pietro di Bustro
- La Furie (Lomellini) - Jacopo Chiappe
- la patrone (Lomellini) - Giorgio Greco
- La Negrona (Negroni) - Nicolo de Costa
- La Bastarda (Negroni) - Lorenzo de Torre
- Il Fuoco (Candie) - Antonio Boni
- L'Aigle (Candie) - Girolamo Zorzi
- Le Saint-Christophe (Venise) - Andrea Troni
- Le Christ (Venise) - Marcantonio Lando
- L'Espérance (Candie) - Girolamo Cornaro
- Le roi Attila (Padoue) - Pataro Buzzacarini
- Le Saint-Joseph (Venise) - Nicolo Donato
- La Gusmana (Naples) - Francesco de Osedo
- La Determinada (Naples) - Juan de Agustina Carasa
- en avant de la ligne, sixième galéasse ( - ? - ) - Pietro Pisani
- La Sicilia (Sicile) - Francesco Amadei
- la patrone de Nicolo Doria ( - ? - ) - Giulo Centorioni
- L'Aigle (Corfou) - Pietro Bua
- Le San-Trifone (Cattaro) - Cirolamo Bisante
- La Tour (Vicence) - Lodovico da Porto
- La Santa-Maria (Pape) - Pandolfo S.
- Le Saint-Jean (Pape) - Angelo Bifali
- la patrone de Negroni - Luigi Gamba
- la capitane de Negroni - Gio. Ambrogio Negroni
- La Monarque (Gènes) - Nicolo Garibaldo
- La Donzella (Gènes) - Nicolo Imperiale
- la capitane (Génes) - Giovanni Andrea Doria

### Arrière-garde et réserve
30 galères commandées par Don Alvaro de Bazan
- Le Saint-Jean (Sicile) - ?
- Le Baccana (Sicile) - Gio. Pietro de Morilo
- La Lionne (Naples) - ?
- La Constanza (Naples) - Pietro Delagia
- La Marchesa (Naples) - Gio. di Machada
- La Santa-Barbara (Naples) - Gio. de Achale
- Le Saint-André (Naples) - ?
- Le Santa Catalina (Naples) - Juan Ruiz de Velasco
- Le San-Bartholomeo (Naples) - ?
- Le San-Angelo (Naples) - ?
- La Terana (Naples) - Gio. de Riva de Neillino
- Le Christ (Venise) - Marco de Molino
- Les Deux Mains (Venise) - Gio. Loredano
- la capitane (Naples) - don Alvaro de Bazan, marquis de Santa-Cruz
- La Fede (Venise) - Gio. Battista Contarini
- La Colonna (Venise) - Catherino Malipiero
- La Maddalena (Venise) - Alvivgi Balbe
- La Donna (Venise) - Gio. Bembo
- Il Mondo (Venise) - Filippo Leoni
- L'Aspérance (Venise) - Gio. Battista Benedetti (Chypre)
- Le Saint-Pierre (Venise) - Pietro Badoaro
- Le Saint-George (Sebenico) - Christoforo Lucich
- Le Saint-Michel ( - ? - ) - Giorgio Cochini
- La Sibylle (Venise) - Danielo Troni
- La Grua (Espagne) - Luis de Heredia
- la capitane de Vasques ( - ? - ) - Vasques de Coronado
- La Soprana (Pape) - Antonio d'Ascole
- L'Occasion (Espagne) - Pedro del Roij
- la patrone (Pape) - ?
- La Serena (Pape) - ?

Pour la Sainte Ligue, au total 202 galère et 6 galéasses. Dans la liste des navires certains noms de navires ont été francisés ; l'ordre est celui de Jurien de la Gravière.

## Composition et ordre de Bataille de la flotte ottomane
Aile droite - 54 galères et 2 galiotes
Corps de bataille - 87 galères et 8 galiotes
Aile gauche - 61 galères et 32 galiotes
Réserve - 8 galères et 21 fustes et galiotes
Pour la flotte ottomane, au total 210 galères et 63 fustes et galiotes.